# Yuzhni (Azov)
Yuzhni (del ruso: Южный) es un posiólok del raión de Azov del óblast de Rostov, en Rusia. Está situado en la orilla derecha del río Yeya (próximo a las marismas del limán Yeiski), 60 km al suroeste de Azov y 85 km al sureste de Rostov, la capital del óblast. Pertenece al municipio Yelizavétovskoye.